# Antonio Emilio Pascual
Antonio Emilio Pascual Viudes Aznar (10 de noviembre de 1883-1959) fue un destacado lutier español, conocido por su maestría en la construcción de instrumentos de cuerda. Fue el último descendiente de una familia de lutiers con una larga tradición que se remonta a 1421.

## Vida
Nacido en Crevillente, Alicante, España, perteneció a una familia con una rica tradición en la lutería. Desde joven mostró un talento excepcional, lo que lo llevó a formarse en los talleres más prestigiosos de su época.
A los 14 años, Antonio Emilio fue enviado a Madrid para perfeccionar sus habilidades bajo la tutela de Manuel Ramírez, uno de los lutiers más renombrados de la época. Trabajó en el taller de Ramírez desde 1897 hasta 1909, colaborando con otros grandes artesanos como Santos Hernández y Domingo Esteso. Durante un breve período, también trabajó con José Ramírez, hermano de Manuel.
En 1909, Antonio Emilio decidió trasladarse a Buenos Aires, Argentina. Aunque residía en Argentina, continuó utilizando la ciudad de Madrid en las etiquetas de sus creaciones, probablemente para mantener el prestigio asociado con los fabricantes españoles.
Antonio Emilio continuó trabajando en su taller en Buenos Aires hasta finales de la década de 1950. Su dedicación a la lutería no disminuyó con el tiempo, y sus instrumentos siguieron siendo altamente valorados. Falleció en 1959.

## Contribuciones a la Lutería
Antonio Emilio se especializó en la construcción de violines, violas, violonchelos y guitarras. Sus instrumentos eran reconocidos por su excepcional calidad sonora y estética. Inspirado por el estilo de Antonio de Torres, sus guitarras se caracterizaban por líneas elegantes y una gran intensidad sonora. Además, su experiencia en la construcción de instrumentos de arco le otorgó un lugar destacado en la comunidad musical.
Durante su estancia en Buenos Aires, Antonio Emilio no solo fabricó instrumentos, sino que también compartió sus conocimientos con aprendices como José B. Romero, asegurando la continuidad de su legado en la lutería argentina. Sus instrumentos fueron utilizados por músicos destacados, incluidos miembros de la orquesta del Teatro Colón.